# Solomon Koninck

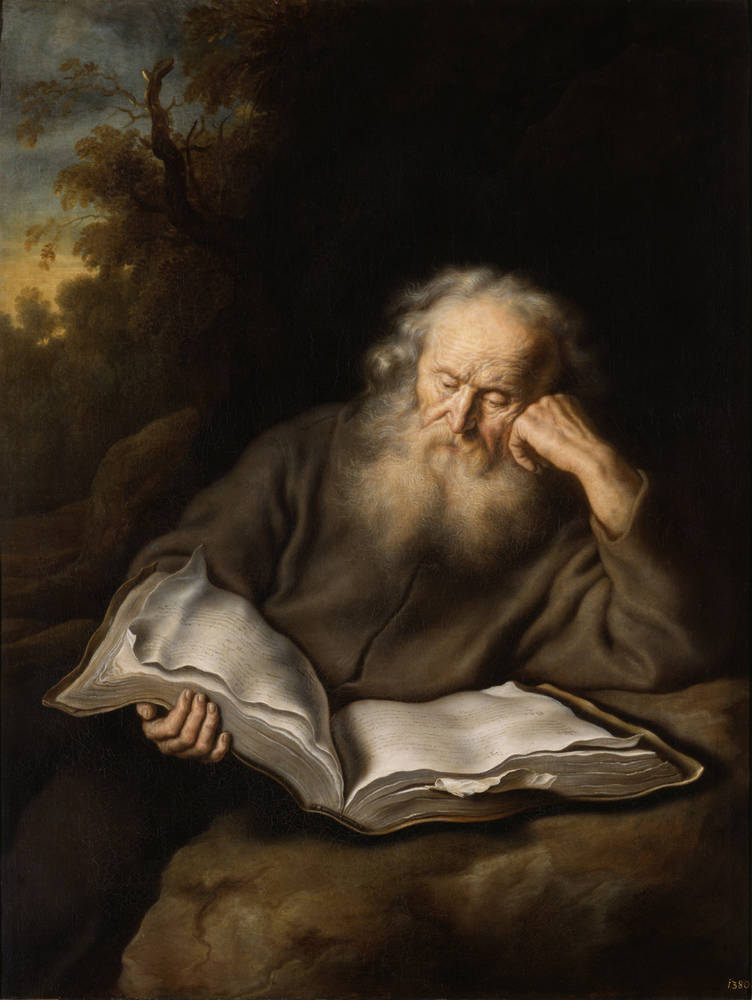
Solomon Koninck, O filósofo, óleo sobre tela, 1943.

Salomon Koninck (Amesterdão, 1609 — Amesterdão, 1656) foi um reconhecido pintor flamengo do seiscento.
Primo de Philips Koninck e Jacob Koninck, igualmente pintores, foi um dos mais conhecidos seguidores de Rembrandt, tentando imitar as suas figuras de eremitas, sendo estas muito frequentes, e de relevo em toda a sua obra.
Para além destas, é igualmente comum encontrar nos seus quadros velhos homens, filósofos e, maioritariamente, cenas religiosas. Dentro estas últimas, salienta-se o quadro David e Bathshebá chorando sobre o seu morto filho.
É relevante o seu interesse pelo exotismo e pelo exibicionismo, podendo observar-se tal através dos gestos largos, exagerados, enfáticos e, diga-se, algo fantasiosos das figuras representadas, ou na grande riqueza das cenas.
A sua técnica de excelência e sapiência a nível dos contrastes da luz com a sombra e a combinação das mesmas com a cenas em questão, trouxe-lhe grande reconhecimento entre as cortes europeias.
Hoje, muitos dos seus trabalhos encontram-se no Rijksmuseum, em Amesterdão, ou no Louvre, em Paris.